# Cholul Cantón
Cholul Cantón är en ort i Mexiko.   Den ligger i kommunen Cacalchén och delstaten Yucatán, i den östra delen av landet, 1 000 km öster om huvudstaden Mexico City. Cholul Cantón ligger 14 meter över havet och antalet invånare är 4 716.
Terrängen runt Cholul Cantón är mycket platt. Runt Cholul Cantón är det ganska glesbefolkat, med 42 invånare per kvadratkilometer. Närmaste större samhälle är Motul, 9,5 km norr om Cholul Cantón. I omgivningarna runt Cholul Cantón växer i huvudsak blandskog.